# Veräjälaakso

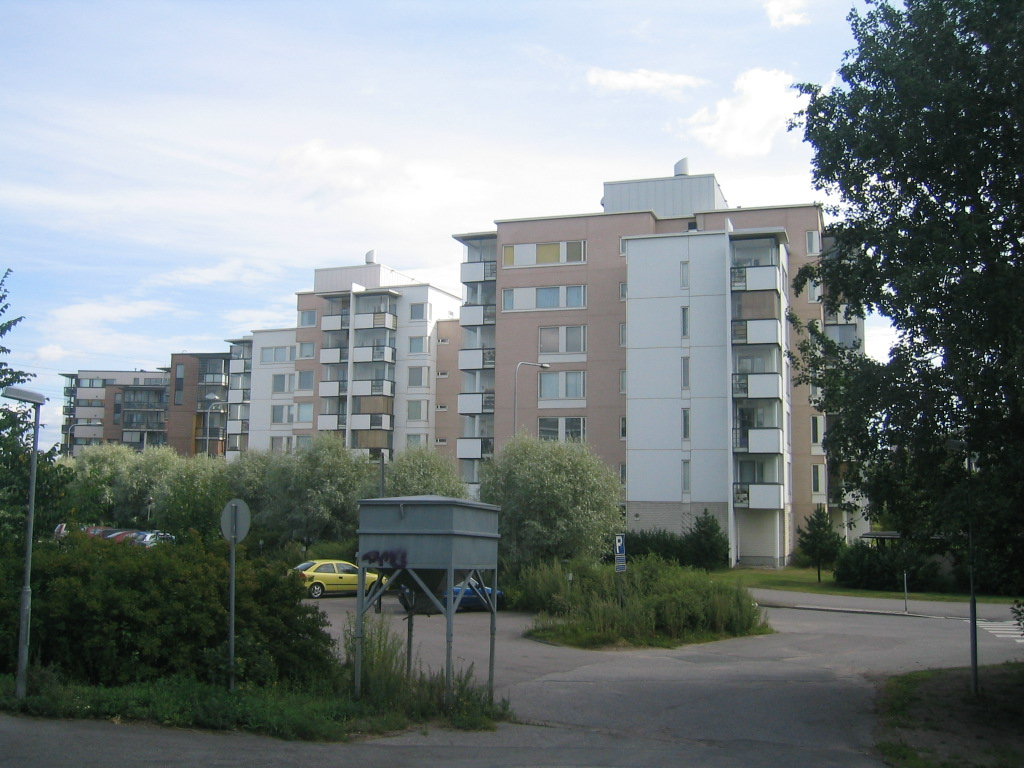
Veräjälaakso.

Veräjälaakso (en suédois : Grinddal) est une section du quartier de Oulunkylä.

## Description
Veräjälaakso a une superficie de 0,33 km2, sa population s'élève à 1 426 habitants(1.1.2009) et il offre 33 emplois (31.12.2005).
Veräjälaakso borde la ligne d'Helsinki à Tampere et Patola à l'ouest, Pukinmäki au nord, Pihlajisto à l'est et Veräjämäki au sud. 
Le Vantaanjoki forme une frontière naturelle en direction de Pukinmäki et Pihlajisto.
Entre le quartier résidentiel composé d'immeubles d'habitation et le fleuve Vantaanjoki se trouve les jardins familiaux d'Oulunkylä.